# Montreal Impact II
El Académie de l'Impact de Montréal fue un equipo de fútbol de Canadá que jugó en la USL Premier Development League, la cuarta liga de fútbol más importante de los Estados Unidos.

## Historia
Fue fundado en el año 2010 en la ciudad de Montreal y tomaron el lugar del club Attak de Trois-Rivières, el cual se dio un año sabático en la Canadian Soccer League en esa temporada. El club es el representante de la academia de fútbol de Impact de Montréal y cuenta con jugadores sub-23.
En la temporada 2014 ingresa a la USL Premier Development League como uno de los equipos de expansión de esa temporada luego de tres temporadas en el fútbol canadiense alegando el arreglo de partidos en la liga, aunque solamente jugó una temporada hasta su desaparición al final de la temporada 2014.

## Gerencia
- Presidente:  Joey Saputo
- Vice Presidente Ejecutivo:  Richard Legendre
- Vice Presidente:  John Di Terlizzi
- Director Técnico:  Nick De Santis

## Jugadores

### Jugadores destacados
| - Reda Agourram - Pierre-Rudolph Mayard - Karl Ouimette - Maxim Tissot - Wandrille Lefevre | - Maxime Crépeau - Zakaria Messoudi - Jérémy Gagnon-Laparé - Anthony Jackson-Hamel |